# アクセル・ヴェレユス
アクセル・ヴェレユス（Aksel Wellejus, 1924年1月7日 - 2015年7月13日）は、デンマークの指揮者。
ロスキレの生まれ。
1945年から1949年までデンマーク王立音楽院でピアノと指揮を学び、1950年にコペンハーゲンで指揮者としてデビューを果たした。その後ローマ、ウィーンやグラインドボーン等でオペラの経験を積み、1953年からオーデンセ劇場の指揮者陣に加わった。1966年からオーデンセ交響楽団の芸術監督を兼任したが、1968年にはチボリ交響楽団の指揮者に転出し、1980年までその任に当たった。以後はフリーの指揮者としてデンマーク内外のオーケストラに客演を繰り返した。
1964年からオーデンセのニールセン音楽院で後進の指導に当たり、1994年から母校の王立音楽院に移って教鞭を執った。
コペンハーゲンにて没。